# Hemistola dispartita
Hemistola dispartita là một loài bướm đêm trong họ Geometridae.